# Campeonato Nacional de Peso Medio
El Campeonato Nacional de Peso Medio (Mexican National Middleweight Championship en inglés) es un campeonato de lucha libre profesional defendido en el Consejo Mundial de Lucha Libre. Este título fue creado en 1933. El campeonato sirvió para los luchadores sancionados por la Comisión de Box y Lucha Libre de México, D.F.. Si bien la Comisión aprueba el título, no promueve los eventos en los que se defiende el Campeonato. El campeonato está promovida actualmente por la empresa Consejo Mundial de Lucha Libre (CMLL) y anteriormente ha sido también promovida por Asistencia Asesoría y Administración (AAA).
Desde 1933 hasta mediados de la década de 1990, el Consejo Mundial de Lucha Libre (CMLL) controló el campeonato, desde entonces la AAA tomó el control del campeonato, luego de que la Comisión les otorgó el control del campeonato hasta 2008. Desde ese año, el campeonato se mantuvo inactivo. A partir de 2021, el campeonato fue reactivado por el CMLL. Dado que el campeonato está designado como un título de peso medio, el campeonato solo puede ser competido oficialmente por luchadores que pesen al menos 77 kg (169 lb) y tengan un peso máximo de 87 kg (192 lb). Sin embargo, el reglamento no se cumple estrictamente.

## Historia
Al ser un campeonato de lucha libre profesional, no se gana legítimamente: en cambio, se gana a través de un final con guion para un combate o se otorga a un luchador debido a una historia. El primer campeón fue Yaqui Joe, ganándolo en 1933. En ese momento, a la Empresa Mexicana de Lucha Libre (EMLL, luego rebautizada como CMLL) se le dio el control promocional total del título. La Empresa Mexicana de Lucha Libre fue la principal promoción que utilizó el campeonato en los años siguientes, aunque no tuvo el control exclusivo del mismo. En 1992, el entonces campeón Octagón dejó CMLL para irse a AAA, llevándose el campeonato consigo. Desde ese momento, AAA tuvieron el control exclusivo del campeonato hasta 2008. En 2021, el campeonato fue reactivado por el Consejo Mundial de Lucha Libre, con Templario derrotando a Dragón Rojo, Jr. para ganar el título vacante.

## Campeones

### Campeón actual
El campeón actual es Guerrero Maya Jr., quien se encuentra en su primer reinado como campeón. Guerrero Maya ganó el campeonato luego de derrotar a Rugido el 2 de junio de 2023 en la final de un torneo en Super Viernes.
Guerrero Maya registra hasta el 4 de marzo de 2025 las siguientes defensas televisadas:
1. vs. El Coyote (26 de noviembre de 2023; Domingo Familiar de Arena México)
2. vs. Rugido (18 de diciembre de 2023; Lunes Clásico de Arena Puebla)
3. vs. Difunto (9 de marzo de 2024; Sábado de Arena Coliseo)
4. vs. Neón (24 de junio de 2024; Lunes Clásico de Arena Puebla)
5. vs. Xelhua (12 de octubre de 2024; Sábado de Arena Coliseo)
6. vs. Xelhua (13 de enero de 2025; Lunes Clásico de Arena Puebla)
7. vs. Dragón Rojo Jr. (3 de marzo de 2025; Lunes Clásico de Arena Puebla)

### Lista de campeones
|                                                                  | Luchador             | N.º | Fecha                    | Días | Show o evento              | Notas y referencias |
| ---------------------------------------------------------------- | -------------------- | --- | ------------------------ | ---- | -------------------------- | --- |
| Empresa Mexicana de Lucha Libre / Consejo Mundial de Lucha Libre |                      |     |                          |      |                            | |
| 1                                                                | Yaqui Joe            | 1   | 1933                     | N/A  | House Show                 | |
| —                                                                | Vacante              | —   | N/A                      | —    | N/A                        | Se desconoce la historia del campeonato entre 1933 y 1937.                                                                         |
| 2                                                                | Octavio Gaona        | 1   | 6 de febrero de 1938     | 208  | House Show                 | |
| 3                                                                | Firpo Segura         | 1   | 2 de septiembre de 1938  | N/A  | House Show                 | |
| 4                                                                | Octavio Gaona        | 2   | 1938/1939                | N/A  | House Show                 | |
| 5                                                                | Tarzán Lopez         | 1   | 9 de febrero de 1939     | 823  | House Show                 | |
| 6                                                                | Black Guzmán         | 1   | 12 de mayo de 1941       | 218  | House Show                 | |
| —                                                                | Vacante              | —   | 16 de diciembre de 1941  | —    | N/A                        | El campeonato quedó vacante después de que Guzmán ganara el Campeonato Mundial de Peso Medio de la NWA, derrotando a Tarzán López. |
| 7                                                                | Murciélago Velázquez | 1   | 24 de mayo de 1942       | 299  | House Show                 | Derrotó a Octavio Gaona por el campeonato vacante.                                                                                 |
| 8                                                                | El Santo             | 1   | 19 de marzo de 1943      | 84   | House Show                 | |
| 9                                                                | Bobby Bonales        | 1   | 11 de junio de 1943      | 119  | House Show                 | |
| 10                                                               | El Santo             | 2   | 8 de octubre de 1943     | 176  | House Show                 | |
| 11                                                               | Tarzán Lopez         | 2   | 1 de abril de 1944       | 7    | House Show                 | |
| —                                                                | Vacante              | —   | 8 de abril de 1944       | —    | N/A                        | El campeonato quedó vacante después de que López ganara el Campeonato Mundial de Peso Medio de la NWA.                             |
| 12                                                               | El Santo             | 3   | 31 de mayo de 1944       | 366  | House Show                 | Derrotó a Tuffy Truesdale por el campeonato vacante.                                                                               |
| 13                                                               | Bobby Bonales        | 2   | 1 de junio de 1945       | 116  | House Show                 | |
| 14                                                               | Gory Guerrero        | 1   | 25 de septiembre de 1945 | 151  | EMLL 12th Anniversary Show | |
| —                                                                | Vacante              | —   | 23 de febrero de 1946    | —    | N/A                        | El campeonato quedó vacante después de que Guerrero ganara el Campeonato Mundial de Peso Medio de la NWA.                          |
| 15                                                               | Tarzán Lopez         | 3   | 12 de abril de 1946      | 11   | House Show                 | |
| —                                                                | Vacante              | —   | 23 de abril de 1946      | —    | N/A                        | El campeonato quedó vacante después de que López ganara el Campeonato Mundial de Peso Medio de la NWA.                             |
| 16                                                               | El Santo             | 4   | 31 de mayo de 1956       | 1758 | House Show                 | |
| 17                                                               | Karloff Lagarde      | 1   | 24 de marzo de 1961      | 826  | House Show                 | |
| 18                                                               | El Santo             | 5   | 28 de junio de 1963      | 1455 | House Show                 | |
| 19                                                               | René Guajardo        | 1   | 22 de junio de 1967      | 37   | House Show                 | |
| —                                                                | Vacante              | —   | 29 de julio de 1967      | —    | N/A                        | El campeonato quedó vacante después de que Guajardo ganara el Campeonato Mundial de Peso Medio de la NWA.                          |
| 20                                                               | Karloff Lagarde      | 2   | 15 de diciembre de 1967  | 72   | House Show                 | Derrotó a Apolo Curiel por el campeonato vacante.                                                                                  |
| 21                                                               | Humberto Garza       | 1   | 25 de febrero de 1968    | 238  | House Show                 | |
| 22                                                               | Alberto Muñoz        | 1   | 20 de octubre de 1968    | 396  | House Show                 | |
| 23                                                               | René Guajardo        | 2   | 20 de noviembre de 1969  | 174  | House Show                 | |
| 24                                                               | Humberto Garza       | 2   | 13 de mayo de 1970       | 328  | House Show                 | |
| 25                                                               | Ciclón Veloz Jr.     | 1   | 6 de abril de 1971       | 983  | House show                 | |
| 26                                                               | Adorable Rubí        | 1   | 14 de diciembre de 1973  | 196  | House show                 | |
| 27                                                               | Aníbal               | 1   | 28 de junio de 1974      | 292  | House show                 | |
| —                                                                | Vacante              | —   | 20 de septiembre de 1974 | —    | N/A                        | El campeonato quedó vacante después de que Aníbal ganara el Campeonato Mundial de Peso Medio de la NWA.                            |
| 28                                                               | Ringo Mendoza        | 1   | 29 de noviembre de 1974  | 812  | House show                 | Derrotó a Perro Aguayo por el campeonato vacante.                                                                                  |
| 29                                                               | Perro Aguayo         | 1   | 18 de febrero de 1977    | 21   | House show                 | |
| —                                                                | Vacante              | —   | 11 de marzo de 1977      | —    | N/A                        | El campeonato quedó vacante después de que Perro Aguayo ganara el Campeonato Mundial de Peso Medio de la NWA.                      |
| 30                                                               | José Luis Mendieta   | 1   | 15 de abril de 1977      | 218  | House show                 | |
| 31                                                               | Sangre Chicana       | 1   | 19 de noviembre de 1977  | N/A  | House show                 | |
| —                                                                | Vacante              | —   | Marzo de 1979            | —    | N/A                        | Campeonato vacante por razones desconocidas.                                                                                       |
| 32                                                               | Cachorro Mendoza     | 1   | 8 de junio de 1979       | 133  | House show                 | |
| 33                                                               | El Satánico          | 1   | 19 de octubre de 1979    | 231  | House show                 | |
| 34                                                               | Ringo Mendoza        | 2   | 6 de junio de 1980       | 182  | House show                 | |
| 35                                                               | El Faraón            | 1   | 5 de diciembre de 1980   | N/A  | House show                 | |
| —                                                                | Vacante              | —   | 1980/1981                | —    | N/A                        | Campeonato vacante por razones desconocidas.                                                                                       |
| 36                                                               | El Solar             | 1   | 29 de mayo de 1981       | 147  | House show                 | Derrotó a Cachorro Mendoza por el campeonato vacante.                                                                              |
| 37                                                               | El Satánico          | 2   | 23 de octubre de 1981    | 119  | House show                 | |
| 38                                                               | Lizmark              | 1   | 19 de febrero de 1982    | 377  | House show                 | |
| 39                                                               | Espectro Jr. II      | 1   | 3 de marzo de 1983       | 86   | House show                 | |
| 40                                                               | Lizmark              | 2   | 28 de mayo de 1983       | 6    | House show                 | |
| —                                                                | Vacante              | —   | 3 de junio de 1983       | —    | N/A                        | El campeonato quedó vacante después de que Lizmark ganara el Campeonato Mundial de Peso Medio de la NWA.                           |
| 41                                                               | Ultraman             | 1   | 12 de agosto de 1983     | 205  | House Show                 | Derrotó a Águila Solitaria por el campeonato vacante.                                                                              |
| 42                                                               | Jerry Estrada        | 1   | 4 de marzo de 1984       | 271  | House Show                 | |
| 43                                                               | Atlantis             | 1   | 30 de noviembre de 1984  | 457  | House show                 | |
| 44                                                               | El Talismán          | 1   | 2 de marzo de 1986       | 273  | House show                 | |
| 45                                                               | Mogur                | 1   | 30 de noviembre de 1986  | 427  | House show                 | |
| 46                                                               | El Satanico          | 3   | 31 de enero de 1988      | 606  | House Show                 | |
| 47                                                               | El Dandy             | 1   | 28 de septiembre de 1989 | 112  | House show                 | |
| 48                                                               | Javier Cruz          | 1   | 18 de enero de 1990      | 224  | House show                 | |
| 49                                                               | Emilio Charles, Jr.  | 1   | 30 de agosto de 1990     | 82   | House Show                 | |
| 50                                                               | Octagón              | 1   | 20 de noviembre de 1990  | 612  | House Show                 | Durante su reinado, Octagón dejó CMLL y se llevó el campeonato consigo.                                                            |
| Asistencia Asesoría y Administración                             |                      |     |                          |      |                            | |
| 51                                                               | Blue Panther         | 1   | 24 de julio de 1992      | 645  | House show                 | |
| 52                                                               | Octagón              | 2   | 30 de abril de 1994      | 27   | AAA Sin Límite             | |
| 53                                                               | Blue Panther         | 2   | 27 de mayo de 1994       | 609  | AAA Sin Límite             | Blue Panther ganó el campeonato por default debido a una lesión de Octagón.                                                        |
| 54                                                               | El Hijo del Santo    | 1   | 26 de enero de 1996      | 233  | House show                 | |
| 55                                                               | Fuerza Guerrera      | 1   | 15 de septiembre de 1996 | 136  | House show                 | |
| 56                                                               | Octagón              | 3   | 29 de enero de 1997      | 58   | AAA Sin Límite             | |
| 57                                                               | Pentagón             | 1   | 28 de marzo de 1997      | 422  | AAA Sin Límite             | |
| 58                                                               | Abismo Negro         | 1   | 19 de mayo de 1998       | 248  | House show                 | |
| 59                                                               | Espectro Jr. II      | 2   | 27 de enero de 1999      | 141  | House show                 | |
| 60                                                               | Máscara Sagrada Jr.  | 1   | 17 de junio de 1999      | 21   | House show                 | |
| 61                                                               | Espectro Jr. II      | 3   | 8 de julio de 1999       | 659  | AAA Sin Límite             | |
| 62                                                               | Pimpinela Escarlata  | 1   | 27 de abril de 2001      | 473  | House Show                 | |
| 63                                                               | Psicosis II          | 1   | 13 de agosto de 2002     | 1086 | AAA Sin Límite             | |
| —                                                                | Vacante              | —   | 3 de agosto de 2005      | —    | N/A                        | Psicosis fue despojado del título por defenderlo en un combate hardcore contra Histeria.                                           |
| 64                                                               | Zumbido              | 1   | 29 de enero de 2006      | 167  | AAA Sin Límite             | |
| 65                                                               | Octagón              | 4   | 15 de julio de 2006      | 877  | AAA Sin Límite             | |
| —                                                                | Desactivado          | —   | 8 de diciembre de 2008   | —    | N/A                        | AAA dejó de utilizar los campeonatos nacionales para enfocarse en sus propios campeonatos.                                         |
| Consejo Mundial de Lucha Libre                                   |                      |     |                          |      |                            | |
| 66                                                               | Templario            | 1   | 24 de septiembre de 2021 | 600  | CMLL Show Aniversario 88   | Derrotó a Dragón Rojo, Jr. para reactivar el campeonato                                                                            |
| —                                                                | Vacante              | —   | 17 de mayo de 2023       | —    | N/A                        | El campeonato quedó vacante después de que Templario ganara el Campeonato Mundial de Peso Medio del CMLL.                          |
| 67                                                               | Guerrero Maya Jr.    | 1   | 2 de junio de 2023       | 641+ | Super Viernes              | Derrotó a Rugido en la final de un torneo.                                                                                         |

### Mayor cantidad de reinados
| Reinados | Luchador (es) |
| -------- | --- |
| 5 veces  | El Santo |
| 4 veces  | Octagón |
| 3 veces  | Tarzán Lopez, El Satanico, Espectro Jr. II                                                                         |
| 2 veces  | Octavio Gaona, Bobby Bonales, Karloff Lagarde, René Guajardo, Humberto Garza, Ringo Mendoza, Lizmark, Blue Panther |